# Irene Hendriks
Desiree Helène „Irene“ Hendriks (* 13. April 1958 in Ngaliema, Kinshasa) ist eine ehemalige niederländische Hockeyspielerin. Sie gewann mit der niederländischen Nationalmannschaft die olympische Goldmedaille 1984 und war Weltmeisterin 1978 und 1983.

## Sportliche Karriere
Irene Hendriks spielte bei Upward Arnhem. Von 1978 bis 1984 trat sie in 87 Länderspielen für die niederländische Nationalmannschaft an.
Hendriks gewann mit der niederländischen Mannschaft bei der Weltmeisterschaft 1978 in Madrid in ihrer Vorrundengruppe alle vier Spiele und besiegten im Halbfinale die belgische Mannschaft mit 6:0. Im Finale bezwangen sie die Deutschen mit 1:0. Bei der Weltmeisterschaft 1981 unterlagen die Niederländerinnen im Finale von Buenos Aires der deutschen Mannschaft im Siebenmeterschießen. Zwei Jahre später gewannen die Niederländerinnen den Titel bei der Weltmeisterschaft 1983 in Kuala Lumpur mit einem 4:2-Sieg über Kanada.
Im Mai 1984 fand in Lille die erste Europameisterschaft der Damen statt. Die Niederlande unterlagen in der Vorrunde der Mannschaft aus der Sowjetunion mit 2:3. Im Finale trafen die beiden Teams wieder aufeinander und diesmal gewannen die Niederländerinnen mit 2:0. Die Mannschaft aus der Sowjetunion war bei den Olympischen Spielen 1984 in Los Angeles wegen des Olympiaboykotts nicht am Start. Insgesamt nahmen sechs Mannschaften teil, darunter aus Europa nur die Europameisterinnen aus den Niederlanden und die Europameisterschaftsdritten aus Deutschland. Die Niederländerinnen gewannen vier Spiele und spielten gegen Kanada unentschieden. Damit erhielten sie die Goldmedaille vor den Deutschen.
Irene Hendriks ist seit 1982 Physiotherapeutin und hat seit 1987 eine eigene Praxis in Arnhem.